# 愛媛川十三
愛媛川 十三（えひめがわ じゅうぞう）は、小説家舞城王太郎の作中に登場するキャラクターが小説家を名乗る際のペンネーム。
舞城王太郎のデビュー作「煙か土か食い物」に登場する奈津川三郎が愛媛川十三という名前で小説を書いていたり、新潮に掲載された小説「我が家のトトロ」の中の登場人物が小説を投稿する際に使う名前が愛媛川十三だったりと、必ずしも人物とペンネームは固定されない。舞城王太郎の小説では同姓同名の人物が作品ごとに全く異なる状況に置かれていることが多々あり、この「愛媛川十三」という名詞もそのように存在している。
また、舞城王太郎自身が愛媛川十三と名乗り雑誌に評論を掲載したことがあった。その際、巻末の執筆者一覧で愛媛川十三は「覆面作家」とだけ紹介されている。現在、映像制作ユニット「REALCOFFEE」に所属が確認されている。

## 作品
- いーから皆密室本とかJDCとか書いてみろって。（『群像』2003年12月号・企画「現代小説・演習」第12回【第一部】評論）
  - 仲俣暁生『「鍵のかかった部屋」をいかに解体するか』（バジリコ、2007年3月）に収録